# Милич
Мѝлич (на полски: Milicz; на немски: Militsch; на латински: Milicium) е град в Полша, Долносилезко войводство. Административен център е на Милички окръг, както и на градско-селската Миличка община. Заема площ от 13,50 км2.